# Bahía de Arauco
La bahía de Arauco es una bahía ubicada en la costa de la provincia de Arauco, sobre el Océano Pacífico dentro de la región del Biobío en el sur de Chile.  El río Bio Bio desemboca en la bahía en su extremo norte a 10 km al oeste de la ciudad de Concepción. Sobre sus costas se encuentran varias poblaciones, entre las que se cuentan Arauco, Lota y Coronel.
La bahía fue muy transitada durante la época colonial, y a partir del siglo XIX, la región se convirtió en una importante zona productora de carbón. Lota, fundada en 1849, se destaca por sus minas y su parque, obra del paisajista inglés Bartelet. Arauco fue fundada por Pedro de Valdivia en 1555. 
En 1866 colonos vasco-franceses establecieron allí una fábrica de celulosa.